# Alan Ladd
Alan Ladd, född 3 september 1913 i Hot Springs i Arkansas, död 29 januari 1964 i Palm Springs i Kalifornien, var en amerikansk skådespelare.

## Biografi
I skolan utmärkte Alan Ladd sig inom idrotten. Han hade en mängd olika arbeten, bland annat som livvakt och varmkorvförsäljare, innan han i början på 1930-talet började få småroller i en rad filmer.
Alan Ladd medverkade i 91 filmer mellan 1932 och 1964. I ett tjugotal av dem hade han mycket små biroller och finns inte med i rollistorna. Många av hans filmer var gangsterfilmer, western eller krigsskildringar.
Sitt stora genombrott fick han som lejd mördare i Inringad! år 1942. Kortväxt och spenslig, med blont hår och iskall blick, blev han snart mycket populär - han var en typisk 1940-talshjälte.
Ladd avled hemma i sängen 50 år gammal av en överdos lugnande medel (som han fick för sin insomni) kombinerat med för mycket alkohol.

## Filmografi (urval)
- 1932 – Island of Lost Souls
- 1935 – Kapten Blod
- 1941 – En sensation (Citizen Kane)
- 1941 – Den fredliga draken
- 1942 – I skuggan av katedralen
- 1942 – Inringad!
- 1942 – Glasnyckeln
- 1946 – Blå dahlian
- 1947 – Åh, en sån deckare!
- 1948 – Viskande Smith
- 1949 – En gangsters liv
- 1953 – Mannen från vidderna
- 1954 – Saskatchewan
- 1955 – Frisco Bay
- 1957 – Pojke på delfin
- 1958 – Attack över havet
- 1958 – Vredens män
- 1962 – 13 West Street
- 1964 – De hänsynslösa